# Премія «Еммі» за найкращу чоловічу роль другого плану в мінісеріалі або серіалі-антології, або телефільмі
Це список лауреатів і номінантів на премію «Еммі» за найкращу чоловічу роль другого плану в мінісеріалі або серіалі-антології, або телефільмі.

## Лауреати й номінанти

### 2020-ті
| Рік          | Номінант             | Роль                                 | Серіал              | Телеканал |
| 2021 (73-тя) | Еван Пітерс          | Колін Зейбел                         | Мейр з Істтауна     | HBO       |
| 2021 (73-тя) | Томас Броді Сангстер | Бенні Воттс                          | Ферзевий гамбіт     | Netflix   |
| 2021 (73-тя) | Девід Диґґз          | Жильбер де Лафаєт / Томас Джефферсон | Гамільтон           | Disney+   |
| 2021 (73-тя) | Паапа Ессієду        | Кваме                                | Я можу знищити тебе | HBO       |
| 2021 (73-тя) | Джонатан Ґрофф       | Король Георг                         | Гамільтон           | Disney+   |
| 2021 (73-тя) | Ентоні Рамос         | Джон Лоренс / Філіп Гамільтон        | Гамільтон           | Disney+   |
| 2022 (74-та) | Мюррей Бартлетт      | Армонд                               | Білий лотос         | HBO       |
| 2022 (74-та) | Джейк Лейсі          | Шейн Паттон                          | Білий лотос         | HBO       |
| 2022 (74-та) | Вілл Поултер         | Біллі Кетлер                         | Наркота             | Hulu      |
| 2022 (74-та) | Пітер Сарсґаард      | Рік Маунткасл                        | Наркота             | Hulu      |
| 2022 (74-та) | Майкл Стулбарг       | Річард Секлер                        | Наркота             | Hulu      |
| 2022 (74-та) | Стів Зан             | Марк Моссбахер                       | Білий лотос         | HBO       |